# الإضراب الزراعي الأرجنتيني 2008
الإضراب الزراعي الأرجنتيني 2008 يشير إلى الصراع بين الحكومة الوطنية الأرجنتينية والكيانات الأربعة التي تمثل قطاع الزراعة. بدأت الأزمة في مارس 2008 عندما اتخذت أربع منظمات لأصحاب العمل في القطاع الزراعي إجراءات مباشرة مثل حواجز الطرق للاحتجاج على قرار حكومة كريستينا فرنانديز دي كيرشنر برفع ضرائب التصدير على فول الصويا وعباد الشمس. شهدت الاضطرابات السياسية اللاحقة عناصر من جبهة النصر الحاكمة تتحدث علنًا ضد الحكومة واستقالة وزير الاقتصاد مارتن لوستو.

## التاريخ
في مارس 2008 أدخلت حكومة فرنانديز دي كيرشنر نظامًا جديدًا للضرائب على نطاق متدرج للصادرات الزراعية، مما أدى فعليًا إلى زيادة الرسوم المفروضة على صادرات فول الصويا إلى 44٪ من 35٪ وقت الإعلان.. كان الهدف هو جمع الأموال الحكومية للاستثمار الاجتماعي من خلال زيادة حصة الحكومة من العائدات من ارتفاع أسعار الحبوب العالمية، وكذلك خفض أسعار المواد الغذائية المحلية من خلال تشجيع المزارعين على التحول إلى زراعة الأغذية الأساسية مثل القمح والذرة، بدلاً من تصدير المحاصيل مثل فول الصويا. من ناحية أخرى شعر المزارعون أن رسوم التصدير كانت بالفعل مرتفعة للغاية. أدت هذه الخطوة إلى إغلاق على مستوى البلاد من قبل الجمعيات الزراعية، ابتداء من 11 مارس بهدف إجبار الحكومة على التراجع عن نظام الضرائب الجديد. ونتيجة لذلك احتشد آلاف المتظاهرين في 25 مارس وهم يقرعون الأواني حول المسلة في العاصمة وأمام القصر الرئاسي. امتدت الاحتجاجات في جميع أنحاء البلاد. في بوينس آيرس بعد ساعات من مهاجمة فرنانديز للمزارعين بسبب إضرابهم الذي دام أسبوعين وتحقيق أرباح «وفيرة»، وقعت حوادث عنف بين مؤيدي الحكومة والمتظاهرين، واتُهمت الشرطة بالتغاضي عن عمد. انتقدت وسائل الإعلام بشدة لويس ديليا المسؤول الحكومي السابق الذي شارك في الأحداث مع بعض المصادر الإعلامية وأعضاء المعارضة لا سيما إليسا كاريو، زاعمين أنه وأتباعه قاموا بقمع الاحتجاج بعنف عملاً بـ بأوامر الحكومة.
في الأول من أبريل نظمت الحكومة مسيرة شارك خلالها الآلاف من المتظاهرين الموالين للحكومة في مسيرة في وسط مدينة بوينس آيرس دعما للقيادة الأرجنتينية. دعا فرنانديز دي كيرشنر المزارعين إلى العمل «كجزء من دولة، وليس كملاك لبلد».
كشفت نتيجة استطلاع للرأي نُشرت في صحيفة إل بايس الإسبانية وهي أكثر الصحف اليومية الإسبانية انتشارًا أنه بعد الاحتجاجات «انخفضت» نسبة تأييد فرنانديز من 57.8٪ في بداية إدارتها إلى نسبة غير مسبوقة 23٪.
بسبب إضرابات المزارعين والاحتجاجات الجماهيرية وحواجز الطرق في أجزاء مختلفة من البلاد، اضطرت الرئيسة كريستينا فرنانديز دي كيرشنر إلى إرسال اقتراح ضريبة الصادرات الزراعية الحكومية إلى الكونغرس الأرجنتيني. في 5 يوليو وافق مجلس النواب الأرجنتيني بفارق ضئيل على حزمة الضرائب الحكومية على الصادرات الزراعية بأغلبية 129 صوتًا مقابل 122 صوتًا.
في الصباح الباكر من يوم 17 يوليو بعد سبعة عشر ساعة من النقاش المتوتر، رفض مجلس الشيوخ الأرجنتيني إجراء الحكومة لضريبة صادرات الحبوب بأغلبية 37 صوتًا مقابل 36 صوتًا، حيث أدلى نائب الرئيس خوليو كوبوس بالتصويت الحاسم ضد الحكومة. مع هزيمة قانون ضريبة الصادرات الزراعية في مجلس الشيوخ كان من المتوقع أن تنتهي المواجهة التي دامت أربعة أشهر بين إدارة كيرشنر والقطاع الزراعي بشأن رسوم الصادرات الزراعية بشكل ملائم.
في 18 يوليو ألغت الحكومة الأرجنتينية رسميًا القرار 125. وعادت الضرائب المفروضة على الصادرات الزراعية إلى مستويات 10 مارس أي قبل القرار 125 المثير للجدل الذي فرض بمرسوم رئاسي.